# Кожеков, Алексей Васильевич
Алексей Васильевич Кожеков (укр. Кожеков Олексій Васильович; род. 7 мая 1941, Ходоровичи, Могилёвская область) — советский и украинский художник, график, профессор композиции Национальной академии изобразительного искусства и архитектуры Украины (1994), заслуженный деятель искусств УССР (1991), член Национального союза художников Украины.

## Биография
Родился 7 мая 1941 года в деревне Ходоровичи Горецкого района Могилёвской области. Его отца, Василия Кожекова, участника Великой Отечественной войны сразу после окончания войны из Германии  направили на восстановление шахт Донбасса в Украину. Как только он там устроился  на работу, сразу забрал  детей в Донецк (а то время г. Сталино). В первый класс Алексей  пошел уже в г. Донецке. Еще в школе  он интересовался искусством, хорошо рисовал, делал школьные стенгазеты. И после окончания школы в 1956—1961 годах учился в Днепропетровском художественном училище. Затем окончил Киевский государственный художественный институт по учебно-творческой мастерской монументальной живописи, которой руководил народный художник УССР Вилен Чеканюк и профессор историко-батальной живописи, народный художник УССР Карп Трофименко. После окончания института работал в Киевском художественно-производственном комбинате отделения Художественного фонда УССР (1967—1972). В 1972—1973 годах — художник-оформитель в республиканском издательстве «Радуга».

## Педагогическая деятельность
С 1973 года преподаёт специальные предметы в учебно-творческой мастерской монументальной живописи Национальной академии изобразительного искусства и архитектуры Украины. С 1978 года — доцент, в 1994 году присвоено звание профессора. В 1989—1996 годах избирался деканом творческих факультетов.
С 2000 года руководит учебно-творческой мастерской монументальной живописи Национальной академии изобразительного искусства и архитектуры. Им разработаны программы по композиции, методику преподавания специальных дисциплин: «Сграффито», «Мозаика», «Витраж», «Фреска», теоретическое обоснование ритмических и композиционных узоров в жизни и изобразительном искусстве. Он руководит выполнением студентами курсовых и дипломных работ образовательного уровня бакалавриата и магистратуры, профессиональной и творческой подготовкой аспирантов.
Учебная программа в этой мастерской построена таким образом, что каждый семестр студенты осваивают одну из монументальных техник, выполняя анализ классических и современных образцов. Композиционные задания также способствуют раскрытию способностей учащихся: создавая эскизы композиций, сграффито, фресок, мозаик для различных архитектурных проектов или для реальных объектов с проявкой картона и воспроизведением в материале, учащиеся приобретают необходимые знания и навыки творчество.
Из этой мастерской вышли художники, некоторые из которых стали членами Национального союза художников Украины, заслуженными художниками Украины, известными не только в Украине, но и во многих странах мира. Среди них художник Колесников Дмитрий Владимирович.

## Творческая деятельность
Член Национального союза художников Украины (1982).
По мнению кандидата искусствоведения Нестеренко П. К. для произведений Кожекова характерны: художественное совершенство, философский подтекст содержания, изысканность колорита и цвета, оригинальность пространственных решений.
Работая художником-монументалистом на художественно-производственной фабрике Киевского отделения Художественного фонда он доказал, что в совершенстве владеет технологическими приёмами мозаики, сграффито, витража, резного металла, резьбы по дереву, фресок, изобретательно и творчески использует особенности каждой техники, используя новые материалы. Некоторые работы монументально-декоративного искусства выполнены в творчески разработанных собственных техниках.
Его монументально-декоративные произведения отличаются метаморфической ассоциативностью образной системы, которая определяется спецификой материала их исполнения и причудливой художественной фантазией автора.
Творческий стиль А. В. Кожекова как живописца имеет ярко выраженные индивидуальные особенности. Жанровый диапазон его картин определяется тематическими композициями, прежде всего пейзажами и натюрмортами. В изображениях пейзажей он использует грубый мазок, раскрывая материальную ценность природы. Композиционная система этих работ отличается структурной сбалансированностью пространственной структуры, которая раскрывает характерные черты местности, её рельеф и необычную эмоциональную окраску выбранных элементов. В натюрмортах А. В. Кожекова преобладает декоративная направленность, тонкое тональное построение красок.
Известен и как художник-график, проявил себя наиболее выдающимся художником в области книжных иллюстраций для издательств «Веселка», «Днепр» и «Молодисть». Иллюстрации отличаются особой художественной определённостью, конструктивным соответствием архитектуре книги, её наборному и литературному содержанию.

### Выставки
Является участником городских, областных и всеукраинских художественных выставок с 1970-х годов.

### Живопись и графика
- «Дед и внук», «Праздники» (1968);
- «На южной границе» (1971);
- «Октябрь в Киеве» (1972);
- «Керченский причал», «Пароходы у причала» (1976);
- «Судно на ремонте» (1977);
- «Утро в порту», «Казацкая церковь» (1978);
- «У кораблей» (1981);
- «Необычный настроение», «Солнце в Ровенской» (1989);
- «Женские силуэты»;
- «Дельтаплан в небе» (1991);
- «Весна» (1992);
- «Первое сентября» (1993);
- «Над Бугом» (1999);
- серии «Река Буг и берега» (1997);
- «За легендами Украины» (1997—1999);
- «Горы Крыма» (1997—2001);
- «Днестр — пограничный край» (1999);
- «Дунай — пограничный край» (2000);
- «Вилково» (2001);
- «Горный Крым» (серия из 30 картин);
- «Подоконники из философом» (2008);
- графика «Поэт Николай Сингайвский» (1975).

### Книжная иллюстрация
- «Песня про ёлочку» И. Неходы (1974);
- «Золотая гора до неба» Виктора Близнеца (1980);
- «Весёлые путешествия» Б. Чипа (1983);
- «А что было дальше» Н. Кулик (1984);
- «Облако и Маринка» Л. Ковальчука (1985; все — Киев) и другие.

### Монументально-декоративные произведения
- мозаика для Стелы Героев (Кривой Рог);
- витражи и картины в помещениях Киевского высшего инженерного радиотехнического училища ПВО (1994—1999) и Военного училища связи в Киеве и школы № 2 г. Киева.

## Награды
- Заслуженный деятель искусств УССР (5 сентября 1991)[6].